# سرود فدراسیون فوتبال آسیا
سرود فدراسیون فوتبال آسیا (انگلیسی: AFC Anthem) یک سرود رسمی است که در شروع مسابقات رسمی مرتبط با فدراسیون فوتبال آسیا (AFC) نواخته می‌شود. این سرود از سال ۲۰۱۵ و در جام ملتهای آسیا ۲۰۱۵ به کار گرفته شده‌است.
این سرود در سال ۲۰۱۴ توسط لی دونگ جون هنرمند اهل کره جنوبی تولید شد.